# Aimane M'Rabet
Aimane M'Rabet de son nom complet Aimane M'Rabet Eloued, né le 11 décembre 1996 à Weert (Pays-Bas), est un joueur international néerlandais de futsal.

## Biographie

### En club
Aimane M'Rabet naît à Weert à quelques kilomètres d'Eindhoven au sud des Pays-Bas.
Il commence le football au niveau amateur au MMC Weert avant d'intégrer le centre de formation du Fortuna Sittard. Il quitte le centre de formation en 2016 pour retourner au MCC Weert, au Wilhelmina '08, RKSV Minor et ensuite au FC Eindhoven AV.
En 2020, il reçoit une proposition pour évoluer au Tigers Roermond en D1 néerlandaise de futsal. Lors d'un tournoi de Ramadan à Roermond, il est approché par les dirigeants du Tigers Roermond. En septembre 2021, il arrête définitivement le football pour se consacrer qu'au futsal.
Disputant son premier match de Ligue des champions le 22 août 2024 contre Istanbul Şişli, il inscrit son premier but (victoire, 4-1). Il enchaîne avec un deuxième but lors de la deuxième journée contre Yaravan Futsal (victoire, 4-6). Le 24 octobre 2024, le Tigers Roermond est éliminé de la Ligue des champions à la suite d'une défaite 1-3 contre Riga Futsal,.

### En sélection
Convoqué en février 2023, il dispute son premier match international avec l'équipe des Pays-Bas le 8 mars 2023 face à l'Ukraine (match nul, 1-1),.
En novembre 2022, il annonce via ses réseaux sociaux un changement de nationalité sportive et participe du 21 au 25 novembre 2022 à Rabat avec l'équipe du Maroc. Il ne rejoint finalement pas ses nouveaux coéquipiers en raison d'une blessure endurée quelques jours avant en championnat.

## Style de jeu
Grâce à sa vitesse et technique, il parvient à rapidement avoir sa place dans l'effectif des Tigers Roermond. Il joue souvent au premier bloc. Il a une facilité à garder le ballon et à revenir rapidement en défense.

## Statistiques

### En sélection
Le tableau suivant liste les rencontres de l'équipe des Pays-Bas auxquelles Aimane M'Rabet a pris part depuis le 8 mars 2023 :

## Palmarès
- Champion des Pays-Bas avec le Tigers Roermond en 2025